# Субаш Верма
Субаш Верма (англ. Subhash Verma; нар. 15 липня 1968) — індійський борець вільного стилю, чемпіон, срібний та дворазовий бронзовий призер чемпіонатів Азії, бронзовий призер Азійських ігор, дворазовий чемпіон та бронзовий призер чемпіонатів Співдружності, бронзовий призер Ігор Співдружності, учасник Олімпійських ігор.

## Життєпис
У 1987 році за спортивні досягнення був нагороджений премією «Арджуна».

## Спортивні результати на міжнародних змаганнях

### Виступи на Олімпіадах
| Змагання                    | Збірна | Вагова категорія           | Місце |
| --------------------------- | ------ | -------------------------- | ----- |
| Літні Олімпійські ігри 1992 | Індія  | вільна боротьба, до 100 кг | 6     |

| Виступ на Олімпійських іграх 1988 року | Виступ на Олімпійських іграх 1988 року | Виступ на Олімпійських іграх 1988 року |
| Раунд                                  | Суперник                               | Результат                              |
| -------------------------------------- | -------------------------------------- | -------------------------------------- |
| 1                                      | Габор Тот · Угорщина                   | Поразка 4:11                           |
| 2                                      | Дуг Кокс · Канада                      | Перемога 15:0                          |
| 3                                      | Джеймс Шер · США                       | Поразка 3:6                            |

### Виступи на Чемпіонатах Азії
| Змагання                       | Збірна | Вагова категорія           | Місце  |
| ------------------------------ | ------ | -------------------------- | ------ |
| Чемпіонат Азії з боротьби 1987 | Індія  | вільна боротьба, до 100 кг | Золото |
| Чемпіонат Азії з боротьби 1988 | Індія  | вільна боротьба, до 100 кг | Срібло |
| Чемпіонат Азії з боротьби 1989 | Індія  | вільна боротьба, до 100 кг | Бронза |
| Чемпіонат Азії з боротьби 1991 | Індія  | вільна боротьба, до 100 кг | Бронза |
| Чемпіонат Азії з боротьби 1992 | Індія  | вільна боротьба, до 100 кг | 6      |
| Чемпіонат Азії з боротьби 1995 | Індія  | вільна боротьба, до 100 кг | 5      |

### Виступи на Азійських іграх
| Змагання           | Збірна | Вагова категорія                  | Місце  |
| ------------------ | ------ | --------------------------------- | ------ |
| Азійські ігри 1986 | Індія  | греко-римська боротьба, до 100 кг | 5      |
| Азійські ігри 1990 | Індія  | вільна боротьба, до 100 кг        | Бронза |
| Азійські ігри 1994 | Індія  | вільна боротьба, до 100 кг        | 6      |

### Виступи на Чемпіонатах Співдружності
| Змагання                                | Збірна | Вагова категорія           | Місце  |
| --------------------------------------- | ------ | -------------------------- | ------ |
| Чемпіонат Співдружності з боротьби 1989 | Індія  | вільна боротьба, до 100 кг | Золото |
| Чемпіонат Співдружності з боротьби 1991 | Індія  | вільна боротьба, до 100 кг | Бронза |
| Чемпіонат Співдружності з боротьби 1995 | Індія  | вільна боротьба, до 100 кг | Золото |

### Виступи на Іграх Співдружності
| Змагання                | Збірна | Вагова категорія           | Місце  |
| ----------------------- | ------ | -------------------------- | ------ |
| Ігри Співдружності 1994 | Індія  | вільна боротьба, до 100 кг | Бронза |